# Ceza
Ceza – typ niewodu, narzędzie do połowu ryb dennych, ciągnione po dnie z zakotwiczonej łodzi; składa się ze stożkowatego worka zwanego matnią o długość około 10 m i 2 skrzydeł o długości 4–6 m.